# Edwin Vásquez López
Edwin Vásquez López (Masisea, 11 de abril de 1952 - Lima, 24 de marzo de 2025) fue un administrador y político peruano. Fue presidente del Gobierno Regional de Ucayali entre el 2003 y 2006.

## Biografía
Nació el 11 de abril de 1952 en el distrito de Masisea, hijo de Julio Vásquez Moreno y Olga López Zegarra. Cursó sus estudios primarios en la escuela primaria 1229 en Masisea y los secundarios en la Gran Unidad Escolar Faustino Maldonado en la ciudad de Pucallpa. En el año 1970 viajó a la ciudad de Lima para realizar sus estudios superiores en la Escuela Superior Tecnológica de Administración de Lima, graduándose y obteniendo el grado como bachiller en administración de empresas en el año 1975.
Su primera participación política se dio en las elecciones municipales de 1998 en las que fue candidato de Somos Perú a la alcaldía provincial de Coronel Portillo (Pucallpa) sin éxito. En el año 2000 participó, por el mismo partido, en las elecciones generales del 2000 como candidato al Congreso sin éxito. Participó en las elecciones regionales del 2002 siendo elegido Presidente Regional de Ucayali. Tentó su reelección sin éxito en las elecciones regionales del 2010, del 2014 y del 2018.
Falleció en marzo de 2025 a causa de un accidente cerebrovascular.